# وليم جورج براون
وليم جورج براون (بالإنجليزية: William George Browne)‏ (1768 - 1813 م) هو رحالة إنجليزي.
من آثاره: «سياحة في أفريقيا، ومصر، وسورية» ، 1799 م.

## روابط خارجية
- وليم جورج براون على موقع الموسوعة البريطانية (الإنجليزية)